# 陶焜午
陶焜午，清朝人，是一名清朝政治人物。
陶焜午曾于1819年接替周遐福任奉贤县知县一职，1820年由叶申蔼接任。